# Tubifex
Tubifex är ett släkte små vattenlevande fåborstmaskar. I släktet ingår den sötvattenlevande arten Tubifex tubifex som finns över hela världen. Maskarna är röda av hemoglobin och mycket tåliga mot föroreningar och låg syrgashalt.
"Tubifex" används också som handelsnamn för små vattenlevande fåborstmaskar ur ett antal olika släkten, som frystorkade, torkade eller frysta säljs som foder åt akvariefiskar. Det förekommer även att de används som levandefoder.